# São Gonçalo do Sapucaí
São Gonçalo do Sapucaí is een gemeente in de Braziliaanse deelstaat Minas Gerais. De gemeente telt 23.627 inwoners (schatting 2009).

## Aangrenzende gemeenten
De gemeente grenst aan Campanha, Careaçu, Cordislândia, Heliodora, Lambari, Monsenhor Paulo, Silvianópolis en Turvolândia.

## Geboren
- João Barbosa Rodrigues (1842-1909), botanicus